# نيناد لوكيتش
نيناد لوكيتش هو مدرب كرة قدم ولاعب كرة قدم صربي في مركز حراسة المرمى، ولد في 14 أكتوبر 1968 في ليسكوفاتس في صربيا، وتوفي في 10 فبراير 2014. لعب مع سسكا صوفيا ونابريداك كروشيفاتس ونادي أوبليتش ونادي دوبوسيكا ونادي سبارتاك فارنا ونادي سوتيسكا نيكشيتش.